# Orden der Rosenkranzschwestern
Der Orden der Rosenkranzschwestern (kurz Rosenkranzschwestern; französisch Sœurs du Saint Rosaire de Jérusalem des Latins; lateinisch Sororum a Sancto Rosario) ist eine weibliche katholische Ordensgemeinschaft bzw. Kongregation päpstlichen Rechts.
Die Gemeinschaft wurde am 24. Juli 1880 in Jerusalem von Joseph Tannous Yammin, einem Priester des Lateinischen Patriarchats von Jerusalem, gegründet, um palästinensischen Frauen den Eintritt in ein Ordensinstitut zu ermöglichen. Bis anhin wurde ihnen in den europäischen Ordensinstituten generell ein Beitritt verwehrt, weil sie keine westlichen Sprachen beherrschten.
Die ersten Postulantinnen wurden am 15. Januar 1881 eingekleidet und legten am 7. März 1885 ihre Profess ab. Die Rosenkranzschwestern eröffneten 1893 eine Schule in Bethlehem und 1896 in Beit Sahour. Unter den ersten Ordensfrauen war Maria Alfonsina Ghattas, die am 22. November 2009 in einem von Erzbischof Angelo Amato, dem Präfekten der Heiligsprechungskongregation, geleiteten Gottesdienst in der Verkündigungsbasilika in Nazareth von der katholischen Kirche seliggesprochen. Es war die erste Seligsprechung durch die römisch-katholische Kirche, die im Heiligen Land erfolgte. Am 17. Mai 2015 folgte ihre Heiligsprechung durch Papst Franziskus. Ihr Gedenktag ist der 25. März.
Die Kongregation steht Nonnen des lateinischen Ritus, aber auch Nonnen des melkitischen Ritus und des maronitischen Ritus offen, was die Verbreitung des Instituts in vielen Ländern des Nahen Ostens fördert; 1964 wurde in Rom eine Niederlassung eröffnet.
Die Ordensgemeinschaft erhielt am 10. Mai 1954 das Anerkennungsdekret und ihre Satzung wurde am 4. August 1959 vom Heiligen Stuhl genehmigt. Seit dem 3. Juli 2021 ist Sophie Hattar neue Generalsuperiorin.